# Женская суперлига Футбольной ассоциации
Женская суперлига Футбольной ассоциации (англ. The Football Association Women's Super League) — высший дивизион в системе английских женских футбольных лиг c 2010 года. Управляется Футбольной ассоциацией Англии.

## Спонсоры
- Yorkshire Building Society, Continental Tyres (2010—2012)
- Continental Tyres (2012—2018)
- Barclays (2019—2021)

20 марта 2019 года было объявлено о подписании спонсорского соглашения между Женской суперлигой Футбольной ассоциации и английской компанией Barclays о сотрудничестве сроком на три года. Barclays станет первым титульным спонсором Женской суперлиги, а само соревнование будет переименовано в Barclays Женская суперлига Футбольной ассоциации с призовым фондом в 500 000 фунтов стерлингов.

## История
В 2010 году Футбольной ассоциацией Англии было принято решение о создании новой высшей лиги женского футбола, которая будет выше по уровню чем Национальный дивизион женской Премьер-лиги. В результате была создана Женская суперлига Футбольной ассоциации (Football Association Women’s Super League). Шестнадцать клубов подали заявку на место в первом сезоне лиги, но старт самого чемпионата был отложен на год из-за глобального экономического кризиса.
13 апреля 2011 года «Арсенал» обыграл «Челси» со счётом 1:0 в стартовом матче новообразованной лиги, которая состояла из восьми команд: «Арсенал», «Челси», «Донкастер Роверс Беллз», «Бирмингем Сити», «Ливерпуль», «Эвертон», «Бристольская академия» и «Линкольн Лейдис», играющие друг с другом дважды за сезон с апреля по октябрь.
В сезоне 2014 года лига была расширена до 18 команд, за счет создания Женской суперлиги 2, состоящей из 10 клубов. ФА определила, какие команды должны играть на каждом уровне через независимую комиссию, которая оценивала клубы по финансовой устойчивости, менеджменту, маркетингу, качеству персонала и обучения. Поэтому «Донкастер Роверс Беллз» понизили до Женской суперлиги 2, а в высшем дивизионе их место занял «Манчестер Сити».
В декабре 2014 года Футбольная ассоциация Англии объявила о двухлетнем плане расширения Женской Суперлиги 1 из восьми команд до 10.
В июле 2016 года Футбольная ассоциация Англии объявила об очередных изменениях в высшей английской лиге женского футбола. Изменился формат проведения матчей лиги, в соответствии с традиционным футбольным календарём в Англии с сентября по май каждого сезона. С 2017 года Женская суперлига Футбольной ассоциации перешла на новый календарь, начиная сезон с осени, с целью помощи клубам, принимающим участие в Лиге чемпионов УЕФА, и «выравнивания» женской лиги с мужской Премьер-лигой, а также для лучшего интегрирования Кубка Англии с его финальным матчем в конце сезона. Переходной период занял укороченный чемпионат 2017 года, который проходил с февраля по май 2017 года и получивший название «Весенняя серия Женской суперлиги Футбольной ассоциации» (FA WSL Spring Series). В сезоне 2017/18 многие матчи чемпионата транслировались каналами BT Sport в режиме онлайн с помощью Би-би-си и через страницу Facebook.
Начиная с сезона 2018/19 Женская суперлига Футбольной ассоциации стала полностью профессиональной лигой с 11 командами, отобранными из пятнадцати клубов, подавших заявку на участие в реорганизованной лиге. В ней могут принимать участие только клубы, получившие лицензию у Футбольной ассоциации Англии. Команды, желающие играть в высшей лиге, должны соответствовать новым профессиональным критериям, поэтому «Сандерленд», занявший 7-е место в предыдущем сезоне, не получил лицензию и, соответственно, своё место в Женской суперлиге. Женская суперлига 2 была переименована в женский Чемпионшип, а 6 июня 2018 Футбольная ассоциация Англии официально представила новую эмблему турнира, которая начала использоваться с сезона 2018/19.

## Клубы-участники в сезоне 2025/26
12 клубов, принимающих участие в Женской суперлиге Футбольной ассоциации в сезоне 2025/26:
| Команда                  | Город                       | Стадион           | Вместимость | Место в сезоне 2024/25 |
| ------------------------ | --------------------------- | ----------------- | ----------- | ---------------------- |
| Арсенал                  | Лондон (Холлоуэй)           | Эмирейтс          | 60 704      | 2-е                    |
| Астон Вилла              | Бирмингем                   | Вилла Парк        | 42 640      | 6-е                    |
| Брайтон энд Хоув Альбион | Кроли                       | Бродфилд          | 6134        | 5-е                    |
| Вест Хэм Юнайтед         | Лондон (Дагенем)            | Виктория Роуд     | 6078        | 9-е                    |
| Лестер Сити              | Лестер                      | Кинг Пауэр        | 32 212      | 10-е                   |
| Ливерпуль                | Сент-Хеленс                 | Лэнгтри Парк      | 18 000      | 7-е                    |
| Лондон Сити Лайонессис   | Лондон (Бромли)             | Хейз Лейн         | 5000        | 1-е в Чемпионшипе      |
| Манчестер Сити           | Манчестер                   | Академи Стэдиум   | 7000        | 4-е                    |
| Манчестер Юнайтед        | Ли                          | Ли Спортс Виллидж | 12 000      | 3-е                    |
| Тоттенхэм Хотспур        | Лондон (Лейтон)             | Бризбейн Роуд     | 9271        | 11-е                   |
| Челси                    | Лондон (Кингстон-апон-Темс) | Кингзмедоу        | 4850        | 1-е                    |
| Эвертон                  | Ливерпуль                   | Гудисон Парк      | 39 414      | 8-е                    |

## Чемпионы
| Год     | Победитель     | 2-е место         | 3-е место         | Лучший бомбардир                   | Голы |
| ------- | -------------- | ----------------- | ----------------- | ---------------------------------- | ---- |
| 2011    | Арсенал        | Бирмингем Сити    | Эвертон           | Рейчел Уильямс (Бирмингем Сити)    | 14   |
| 2012    | Арсенал        | Бирмингем Сити    | Эвертон           | Ким Литтл (Арсенал)                | 11   |
| 2013    | Ливерпуль      | Бристоль Сити     | Арсенал           | Наташа Доуи (Ливерпуль)            | 13   |
| 2014    | Ливерпуль      | Челси             | Бирмингем Сити    | Карен Кэрни (Бирмингем Сити)       | 8    |
| 2015    | Челси          | Манчестер Сити    | Арсенал           | Бет Мид (Сандерленд)               | 12   |
| 2016    | Манчестер Сити | Челси             | Арсенал           | Эниола Алуко (Челси)               | 9    |
| 2017    | Челси          | Манчестер Сити    | Арсенал           | Фрэн Керби (Челси)                 | 6    |
| 2017/18 | Челси          | Манчестер Сити    | Арсенал           | Эллен Уайт (Бирмингем Сити)        | 15   |
| 2018/19 | Арсенал        | Манчестер Сити    | Челси             | Вивианне Мидема (Арсенал)          | 22   |
| 2019/20 | Челси          | Манчестер Сити    | Арсенал           | Вивианне Мидема (Арсенал)          | 16   |
| 2020/21 | Челси          | Манчестер Сити    | Арсенал           | Сэмм Керр (Челси)                  | 21   |
| 2021/22 | Челси          | Арсенал           | Манчестер Сити    | Сэмм Керр (Челси)                  | 20   |
| 2022/23 | Челси          | Манчестер Юнайтед | Арсенал           | Рейчел Дейли (Астон Вилла)         | 22   |
| 2023/24 | Челси          | Манчестер Сити    | Арсенал           | Хадижа Шоу (Манчестер Сити)        | 21   |
| 2024/25 | Челси          | Арсенал           | Манчестер Юнайтед | Алессия Руссо (Арсенал) Хадижа Шоу | 12   |

### По клубам
| Победы | Клуб           | Чемпионские сезоны                              |
| ------ | -------------- | ----------------------------------------------- |
| 8      | Челси          | 2015, 2018, 2020, 2021, 2022 , 2023, 2024, 2025 |
| 3      | Арсенал        | 2011, 2012, 2019                                |
| 2      | Ливерпуль      | 2013, 2014                                      |
| 1      | Манчестер Сити | 2016                                            |